# レフ・ゴルコフ
レフ・ペトロヴィッチ・ゴルコフ（露: Лев Петро́вич Горько́в、英: Lev Petrovich Gor'kov、1929年6月14日 - 2016年12月28日）は、超伝導の分野における先駆的な業績で国際的に著名なソビエトおよびアメリカの物理学者。
特に、超伝導の現象論であるギンツブルグ-ランダウ方程式の微視的導出を発見したことで知られる。
ゴルコフはフロリダ州タラハシーにあるフロリダ州立大学の物理学教授を務めた。また、国立高磁場研究所の凝縮系のプログラムディレクターであり、その研究所の創設者の一人でもあった。

## 略歴
ゴルコフはモスクワで生まれ、モスクワ大学で学んだ。その後、カピッツァ物理学研究所に入り、最終的にはランダウ理論物理学研究所に加わった。
1966年、超伝導に関する画期的な研究が評価され、科学的功績に対するソビエト連邦の最も権威ある賞であるレーニン賞を受賞した。1981年にはアレクセイ・アブリコソフとヴィタリー・ギンツブルクと共にバーディーン賞を、1989年にはアブリコソフとイーゴリ・ジャロシンスキーと共に、ソビエト連邦の理論物理学における最高の賞であるランダウ金賞を受賞した。
ソ連崩壊から1年も経たない1992年に、63歳でモスクワを離れアメリカに渡った。
2004年に、多体物理学の分野を進歩させた研究者を表彰する、権威あるユージン・フィーンバーグ賞の共同受賞者となった。2005年には、アメリカの科学者および技術者に与えられる最高の栄誉である、アメリカ科学アカデミーの会員に選出された。
ゴルコフはソ連の理論物理学者レフ・ランダウの直弟子であった科学者の最後の世代に属していた。彼の物理学への貢献は、ランダウ物理学研究所の独特なスタイルを反映していた。
国立高磁場研究所での職務に加えて、ゴルコフはロシア科学アカデミー会員を維持し、ランダウ理論物理学研究所での研究も続けた。
2015年に、銅酸化物高温超伝導体における2つの電子部品の重要な予測に対して、ローマ国際材料科学スーパーストライプセンター（Rome International Center for Materials Science Superstripes、RICMASS）の栄誉あるウーゴファノ金メダルを受賞した。
ゴルコフは2016年12月28日に87歳で死去した。 2019年6月24-26日に、ランダウ理論物理学研究所は彼の栄誉を讃える国際会議を主催した。